# Wishbone Ash (album)
Wishbone Ash, brittiska gruppen Wishbone Ashs självbetitlade debutalbum från 1970.
De fyra första låtarna på albumet är ganska rak hårdrock, i stil med det tidiga Deep Purple. De två sista låtarna på skivan är båda runt tio minuter var, varav Handy är som ett enda långt jam.

## Låtlista
1. Blind Eye
2. Lady Whiskey
3. Errors Of My Way
4. Queen Of Torture
5. Handy
6. Phoenix